# 反恐精英2D
《反恐精英2D》（Counter-Strike 2D，縮寫 CS2D），是一款以团队合作为主的第三人稱射擊遊戲電子遊戲，開發者為彼得·蕭斯（Peter Schauss）；是一個和受歡迎的第一人称射击游戏《反恐精英》類似的延伸遊戲。

## 歷史
遊戲開發者彼得·蕭斯早在1997-1998年學習遊戲開發程式,並在2002年第四季開始進行CS2D的編輯工作,但在2003年中放棄一段時間。最後在2004年7月發表遊戲，令遊戲成名。而且，csbanana.com（現在的gameanana.com）同時提供支援，不過在2005年末取消令伺服器不能使用而失去大量玩家。問題在2006年7月解決。
2008年，CS2D b0.1.0.5面世，可以支援Linux和MacOS。2009年9月29日，CS2D到達一個新的里程碑,遊戲開發者把CS2D武器用Lua編寫而成，更早在三月支持Lua劇本。

## 與CS的分別
與CS的分別有下例數種：
- 射擊人稱：CS2D為第三人稱射擊遊戲，而CS系列則為第一人称射击游戏。
- 武器種類：CS2D在武器上除了與CS1.6的一樣外，還加入了Valve維爾福軟體公司其中一個游戏「Portal」中的Portal Gun；科幻電影中的激光炮「Laser」；以及火箭推进榴弹「RPG」。防具方面則新增防衛所受傷害一定百分比，但沒有耐久度的盔甲。
- 遊戲模式：CS2D除了擁有CS1.6中的拆除安裝炸彈模式和拯救人質模式外，還有建設模式等要在CS中使用模組的模式。
- 遊戲系統：CS2D遊戲內置地圖設計器，可設定盔甲的防衛能力及建築物的參數等。在戰鬥方面，槍枝的攻擊力，機動性以及彈道作出了修改。子彈的價格也作下調。

## 玩法
CS2D與反恐精英一樣，可以容納最多32人同時對戰。玩家會扮演反恐部隊（Counter-terrorist，簡稱CTs或CT。）或者恐怖分子（Terrorist，簡稱T或Ts），开始时每人配发一把手枪（反恐部隊：HK USP、恐怖分子：Glock 18）、一把小刀作为內定武器（不能丟棄）。在开启友軍傷害（Team Kill）模式的情况下，杀死队友则扣除金钱。而在一般設定下，杀死3個人质或队友則踢出局。在规定时间结束前一方達成勝利條件則獲勝。胜方會增加3500元；負方則增加1500元。

## 地圖
CS2D的地圖一般是CS1.6中的地圖（例如CS1.6的de_dust,de_dust2,de_tuscan等）。而且，CS2D內置的地圖設計器令CS2D的地圖種類比CS系列多。地圖可分為下列幾類：
拆除炸彈地圖
- 反恐小組胜利条件：在炸弹安置前消灭所有恐怖分子或在炸弹安置后成功拆除炸弹或在本局时间结束之前炸弹未能引爆。
- 恐怖分子胜利条件：消灭所有反恐小組或在本局时间结束之前成功在任意一指定地点引爆炸弹。

如同CS系列一樣，在每一輪中，會隨機的一名恐怖分子會拥有一颗C4定时炸弹，恐怖分子需要到指定地点（按照地圖所劃出的範圍而定，正規地圖則用A、B標示。玩家自己創作的地圖可多於兩處。）任意一處安置并保护其在爆炸前35秒不被反恐小組拆除。而反恐小組則要设法阻止恐怖分子安置炸弹，若炸弹已经被安置，则要在其爆炸前将其成功拆除。
拯救人质地图
- 反恐部隊胜利条件：消灭所有恐怖分子或在指定时间内将人质安全带往营救地点。（已死亡人质不計）
- 恐怖分子胜利条件：消灭所有反恐小組或在指定时间内人质未能被全部救出。（已死亡人质不計）

如同CS系列一樣，反恐部隊的任务是将所有人质安全解救并带到指定地点（人质数目一般為4名,玩家自己創作的地圖可多於4名）。遊戲中，人质是会受傷的，不论警匪，只要打伤、使用手榴弹时波及人质均要扣除金钱作為懲罰。而在正常設定下，杀死3個人质或队友則踢出局。
保护要人地图
- 反恐小組胜利条件：指定时间内成功护送要人到达任意一处逃脱地点或消灭所有恐怖分子。
- 恐怖分子胜利条件：杀死要人或在指定时间结束前讓要人未能到达逃脱地点。

如同CS系列一樣，系统每局会随机挑选一位反恐小組方玩家作为要人（VIP），要人不能购买和拾起任何武器，只能使用带两夹子弹的USP手枪和匕首，但其防彈衣有200点的点数。反恐小組要护送VIP安全走到指定逃脱地点，而恐怖分子则要设法刺杀要人。
警匪火拼地图
- 反恐小組胜利条件：消灭所有恐怖分子
- 恐怖分子胜利条件：消灭所有反恐小組

當地圖中沒有設置炸弹安置處、人质和营救地点、要人出生地和逃脱地點時，地圖將會視為這類地圖。此类地图很考验玩家的个人技术。
玩家創作地圖
因CS2D內置地圖設計器，另外衍生出更多種類型的地圖，以下列舉一些地圖：
小刀地圖
- 地圖設定只允許玩家持有刀子，只能以小刀戰鬥。

手榴弹地圖
- 地圖設定地上有大量手榴弹，只能以小刀和手榴弹戰鬥。

喪屍模式地圖
- 此地圖是玩喪屍模式專用的地圖，一般喪屍會困在一處約10至30秒不等以便人類能利用時間準備。被喪屍抓中的玩家亦會被感染而成為喪屍陣形的成員。喪屍被殺死能重生。

死亡賽跑場
- 反恐部隊或恐怖份子必須逃離陷阱，到終點拿槍，把對手殺死。（通常控制陷阱的為恐怖份子）
- 一些地圖則把兩者同時逃離陷阱，看誰可以最快到達終點。

足球場
- 無論是反恐部隊或恐怖份子都只能用刀去攻擊敵人，玩家要把足球踢到對方球門得分。

角色扮演地圖
- 恐怖份子會在地圖中扮演市民，可以在反恐部隊的管理下生活。也可當商店的主人賺取金錢。

旗子爭奪地圖
- 此類地圖目的只有搶去敵人旗子，通常旗子只會在自己一方，全部旗子被搶即勝。(一人只能拿敵方旗子一個)

霸佔旗子模式
- 此類地圖目的為霸佔所有旗點。

迷宮地圖
- 考考玩家的智力，通常地圖很大、黑暗或多物件阻擋而看不到路。

特殊武器地圖
- 玩家要利用地圖特定武器(例如地圖上只有火焰噴射器、火箭砲等)來擊殺敵人。

混合型地圖
- 例如迷宮和警匪火拼的地圖混合，不過這類很少見。

## 設定
- 和CS的一樣，都可以設定Bot的數量，也可以武器限制。
- 亦可以設定「Fog of war」(視線範圍限制)，令遊戲更刺激。

## 外部連結
- 官方網站（页面存档备份，存于）
- 開發公司官方網站（页面存档备份，存于）